# Királynék völgye 44
A Királynék völgye 44 (QV4) ókori egyiptomi sír a Királynék völgyében. Haemuaszet herceg, III. Ramszesz fáraó egyik fiának sírja. A sírt az Olaszországi Régészeti Küldöttség Ernesto Schiaparelli vezette, 1903-1904 közt végzett ásatása során találták meg 1903 februárjában.
A sír egy oldalsó vádi végében van, több más XX. dinasztiabeli hercegi sír közelében.

## Leírása
A sír egyenes tengelyű. A nem túl meredek bejárati folyosó egy hosszúkás előcsarnokba vezet, ahonnan kétoldalt egy-egy oldalkamra nyílik. Az előcsarnok egyenesen folytatódik a teremben, amelyben a töredékes állapotban lévő szarkofágfedelet megtalálták. Ennek a helyiségnek a hátuljából egy mellékkamra nyílik, kétoldalt pedig egy-egy megkezdett járat, amelyek talán oldalkamrákba vezettek volna. Minden helyiség díszített, a sír gyönyörű, festett mélydomborműves dekorációja gyakorlatilag érintetlenül fennmaradt, ez a völgy egyik legszebb sírjává teszi. A szövegeket sárga vagy fehér háttérre írták, vörössel, zölddel, kékkel vagy feketével, ugyanaz a hieroglifa mindig ugyanazzal a színnel.
Az előcsarnok falain III. Ramszesz és Haemuaszet különböző istenekkel találkoznak illetve áldoznak nekik (Ptah, Ré-Harahti, Anubisz, Thot, Geb, Su, Ptah-Szokarisz és Meretszeger). Az istenek kifelé haladnak a sírból, a herceg és apja pedig befelé. A korabeli hercegi síroknál megszokott módon a király a domináns alak az ábrázolásokon, ő mutatja be az áldozatokat, a herceget gyermekként ábrázolják. A mennyezet a korabeli királyi síroknál megszokott módon kék, sárga csillagokkal.
A két mellékkamra a sír egyedüli része, ahol a herceg egyedül jelenik meg; Hórusz-Inmutef és a négy védőistennő (Ízisz, Nebethet, Szelket, Neith) előtt látható, valamint a bal oldali kamrában Anubisz és a Hórusz-fiak, a jobboldaliban az isteni kilencség megtestesítője és a gyermek Hórusz társaságában. Mindkét helyiségben a bejárattal szemközti falon Ozirisz két, trónon ülő alakját Ízisz és Nebethet imádja.
Az ezt követő helyiségben, ahol a szarkofág fedelét megtalálták, Ramszesz Haemuaszet kíséretében áldoz különféle védőistenségeknek, akik a túlvilág kapuit őrzik. Ramszesz mindannyiukat nevén szólítja, hogy továbbhaladhassanak. A helyiségben emellett a Halottak Könyve jelenetei láthatóak. A Halottak Könyve 145. fejezetében szereplő túlvilág kapuit érdekes módon felosztották a hercegek sírjai közt, a QV44-be a 9.–16. kapu került. A 13. és 14. kapu ábrázolása helyén a megkezdett, de ki nem vájt oldalkamrák bejárata van. A helyiség mennyezete feketére festett, csillagok nélkül, ami az jelképezi, hogy az elhunyt a föld alá került.
A hátsó kamra bejáratát két dzsed-oszlop díszíti, a kamra falain a fáraó áldozatot mutat be Ozirisznek, akit a négy védőistennő vesz körül, valamint Hórusznak és Sepesznek. A helyiség falai sárgák, ami a szoláris újjászületést jelképezi. A kamra hátsó falán a trónon ülő Oziriszt imádja a négy védőistennő. A falakon a király szerepel a herceg nélkül, valamint Anubisz, egy névtelen oroszlánisten, Nebneru és Herimaat.
A szarkofágon lévő feliratok alapján a temetkezésre IV. Ramszesz uralkodása alatt került sor, ami arra utal, Haemuaszet herceg túlélte apját, és fivére uralkodása alatt temették el. A sírba később másodlagos temetkezések is kerültek, felfedezésekor folyosóját egymásra rakott szarkofágok torlaszolták el. A sírból a kanópuszedények is előkerültek. A szarkofágfedél és a kanópuszedények a Torinói Egyiptomi Múzeum gyűjteményébe kerültek.
A sírt később egy helyi nemesi család temetkezéséhez újrahasznosították, a XXII. dinasztia idejétől a XXVI.-éig összesen 49 faszarkofág került ide. Tulajdonosaik Ámon templomának kertészei és gazdálkodói voltak.
A sír egyike a völgy néhány látogatható sírjának.

## Galéria

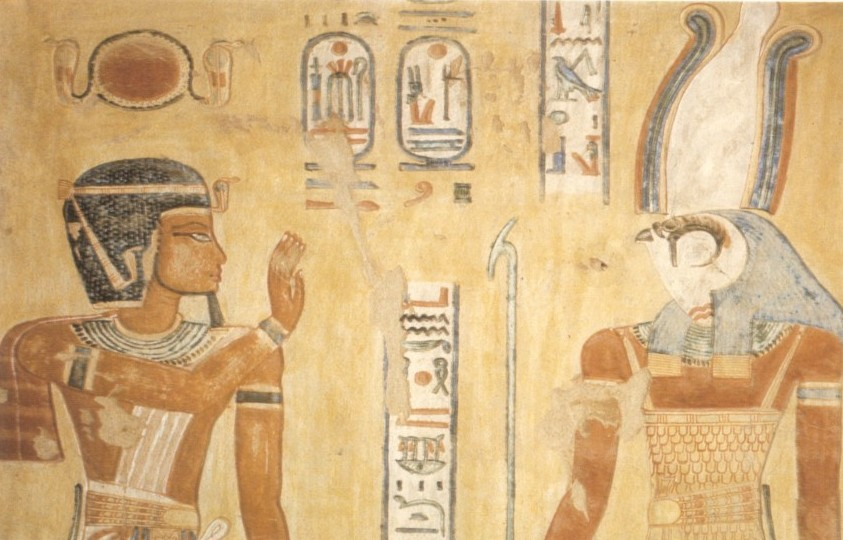
III. Ramszesz és Hórusz
Haemuaszet szarkofágja
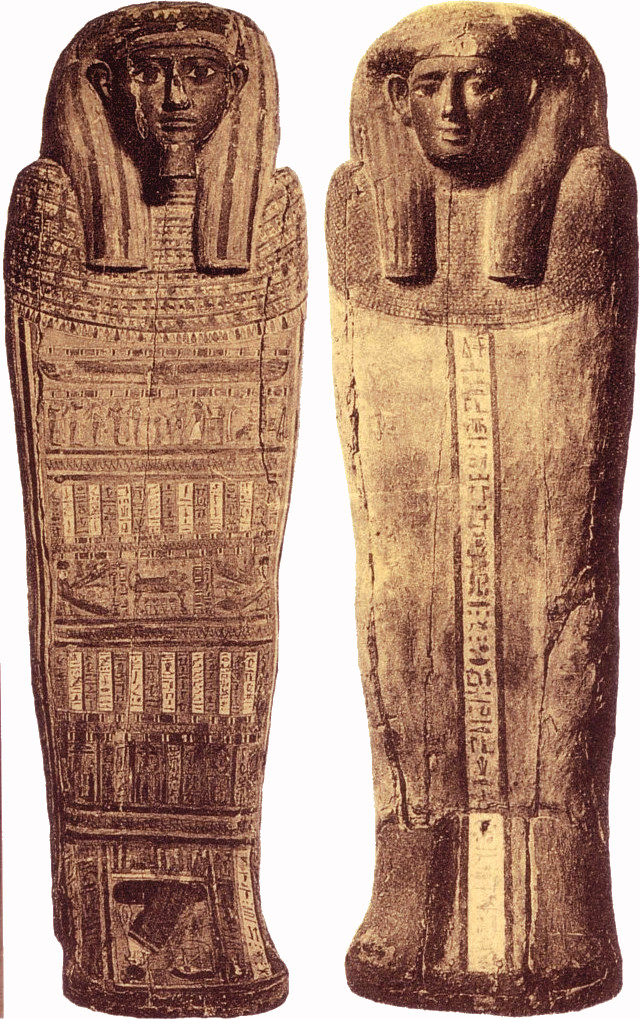
A későbbi temetkezés fakoporsói
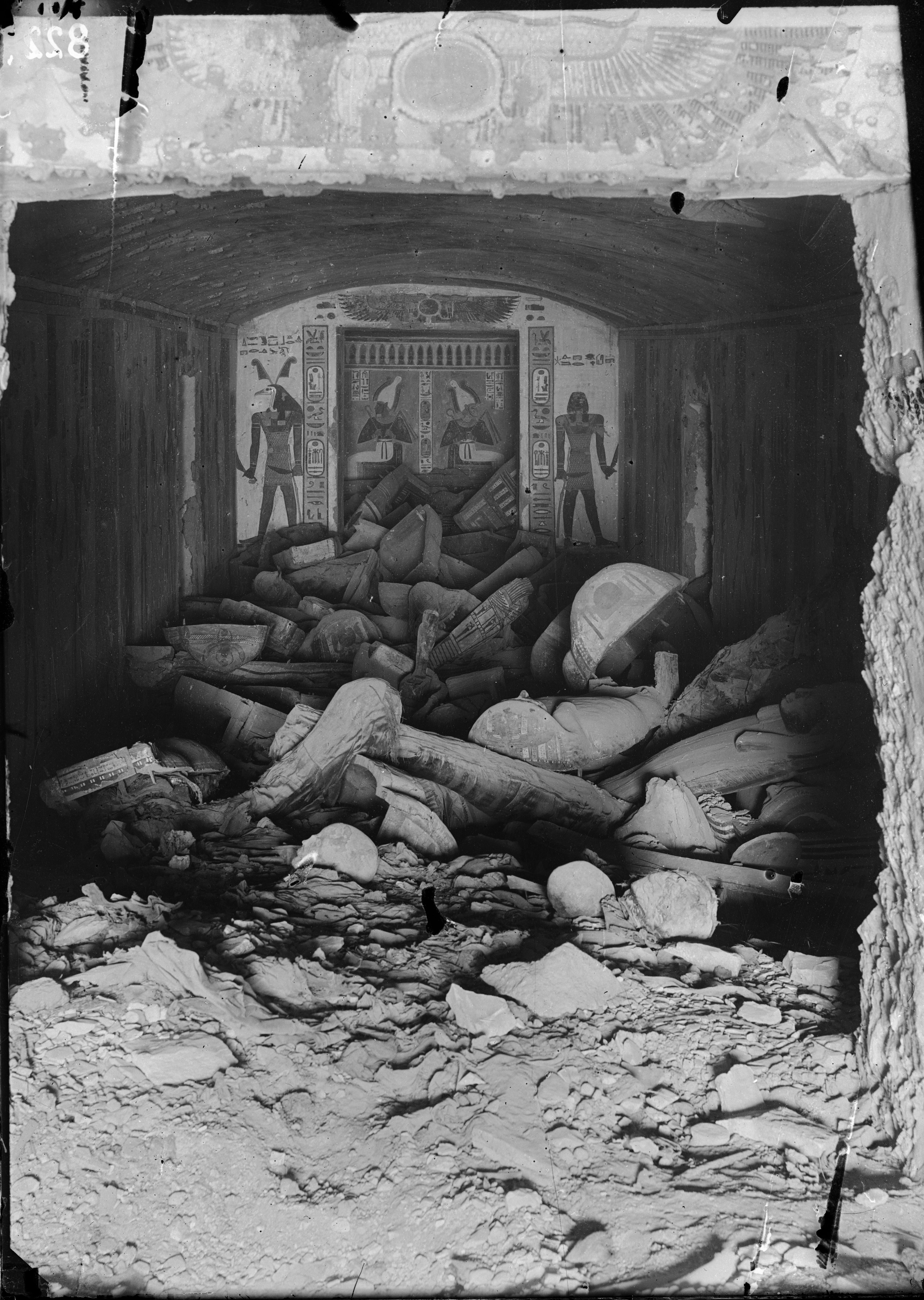
A sír felfedezésekor